# Cecina (fleuve)
Pour les articles homonymes, voir Cecina (homonymie).
La Cecina est un fleuve qui traverse la Toscane par les provinces de Grosseto, Sienne et Pise et termine son cours dans celle de Livourne près de la ville éponyme de Cecina.

## Histoire
C'est dans ce fleuve, qu'il traversait à cheval, que se noya, le 11 avril 1500, l'illustre poète latin de la Renaissance Marulle.